# Kontakthof (Geologie)
Der Kontakthof (auch Kontaktaureole oder Kontaktzone) ist in der Geologie die Übergangszone zwischen einer magmatischen Intrusion und dem umgebenden Gestein (Nebengestein). Je nach Größe der Intrusion schwanken die Dimensionen des Kontakthofes zwischen wenigen Millimetern bei kleinen Gängen bis hin zu mehreren Kilometern bei großen Plutonen. Im Bereich des Kontakthofes wird das Nebengestein durch Aufheizung und teilweise auch chemische Wechselwirkungen mit heißen Lösungen metamorph überprägt. Man spricht hierbei von einer Kontaktmetamorphose bzw. Kontaktmetasomatose. Je nach Entfernung vom Pluton, der Art des Protoliths und ggf. der chemischen Zusammensetzung des Magmas kommt es entweder zur Umwandlung bestimmter Minerale in andere, zu Mineralneubildungen oder aber nur zur Veränderung der Gesteinsstruktur durch Umkristallisation. Aufgrund der nach außen abnehmenden Temperatur ist ein Kontakthof oft zoniert.
Typische Gesteine der inneren heißeren Zonen des Kontakthofes von Plutonen sind massige Gesteine wie Hornfels (u. a. bei Tonstein, Mergel und basischen Vulkaniten als Protolithe), Marmor (bei relativ reinen karbonatischen Protolithen), Skarn (bei Metasomatose von karbonatischen Protolithen), Quarzit (bei relativ reinem Quarzsandstein oder Kieselschiefer als Protolith) und Anthrazit (bei Kohle als Ausgangsmaterial). In den äußeren Zonen ist die Umkristallisation unvollständig, sodass die primäre Schichtung oder die Schieferung von Tonsteinen erhalten bleibt. Ein typisches Gestein dieser Zonen ist der Fruchtschiefer.